# 渡辺村
渡辺村（わたなべむら）は福島県南東部、石城郡に属していた村。現在のいわき市南部（小名浜地区）、常磐線泉駅の北西一帯、釜戸川流域にあたる。なお現在、旧村域に属する大字は渡辺町を冠する。

## 地理
- 河川：釜戸川
- 中釜戸のシダレモミジ（国の天然記念物）

## 歴史
- 1889年（明治22年）4月1日 - 町村制の施行により、田部村、洞村、昼野村、泉田村、松小屋村、中釜戸村、上釜戸村が合併して菊多郡渡辺村が発足。
- 1896年（明治29年）4月1日 - 所属郡が石城郡に変更。
- 1954年（昭和29年）3月31日 - 小名浜町・泉町・江名町と合併して磐城市が発足。同日渡辺村廃止。
- 1966年（昭和41年）10月1日 - 磐城市が平市・常磐市・内郷市・勿来市、石城郡小川町・遠野町・四倉町・川前村・田人村・好間村・三和村、双葉郡久之浜町・大久村と合併していわき市が発足。

## 交通

### 鉄道路線
村域に鉄道は通過していなかったが、常磐線泉駅が至近に所在した。

### 道路
現在は常磐自動車道が旧村域を通過するが、当時は未開通。